# Taut-Preis
Der Taut-Preis wurde von 2001 bis 2008 im Andenken an die Architekten Bruno und Max Taut von der Bundesarchitektenkammer und der Beauftragten der Bundesregierung für Kultur und Medien (BKM) ausgelobt. Mit einem Stipendium von 2.050,- Euro monatlich für maximal ein Jahr war er der höchstdotierte deutsche Nachwuchsförderpreis für junge Architekten. Die Zahl der Preise stieg von anfangs zwei auf drei im Jahr 2002 und vier ab dem Jahr 2003.
Im Jahr 2008 wurde die Vergabe aufgrund von Finanzierungsproblemen ausgesetzt.